# Blatenka
Blatenka (německy Klein Blatna) je malá vesnice, část města Blatná v okrese Strakonice v Jihočeském kraji. Nachází se asi 3,5 kilometru jihozápadně od Blatné. Blatenka je také název katastrálního území o rozloze 2,73 km².

## Historie
První písemná zmínka o vesnici pochází z roku 1409.

## Obyvatelstvo
| Rok            | 1869 | 1880 | 1890 | 1900 | 1910 | 1921 | 1930 | 1950 | 1961 | 1970 | 1980 | 1991 | 2001 | 2011 | 2021 |
| -------------- | ---- | ---- | ---- | ---- | ---- | ---- | ---- | ---- | ---- | ---- | ---- | ---- | ---- | ---- | ---- |
| Počet obyvatel | 153  | 173  | 167  | 160  | 154  | 141  | 141  | 113  | 90   | 69   | 46   | 41   | 36   | 40   | 44   |
| Počet domů     | 25   | 25   | 26   | 26   | 26   | 26   | 26   | 26   | 26   | 23   | 20   | 27   | 28   | 30   | 30   |

## Obecní správa
Při sčítání lidu v letech 1850–1976 Blatenka byla samostatnou obcí, se kterým patřila nejprve do okresu Blatná, ale od roku 1960 v okrese Strakonice. Od 1. dubna 1976 je částí města Blatná v okrese Strakonice. V letech 1961–1976 k obci patřily Jindřichovice.

## Další fotografie

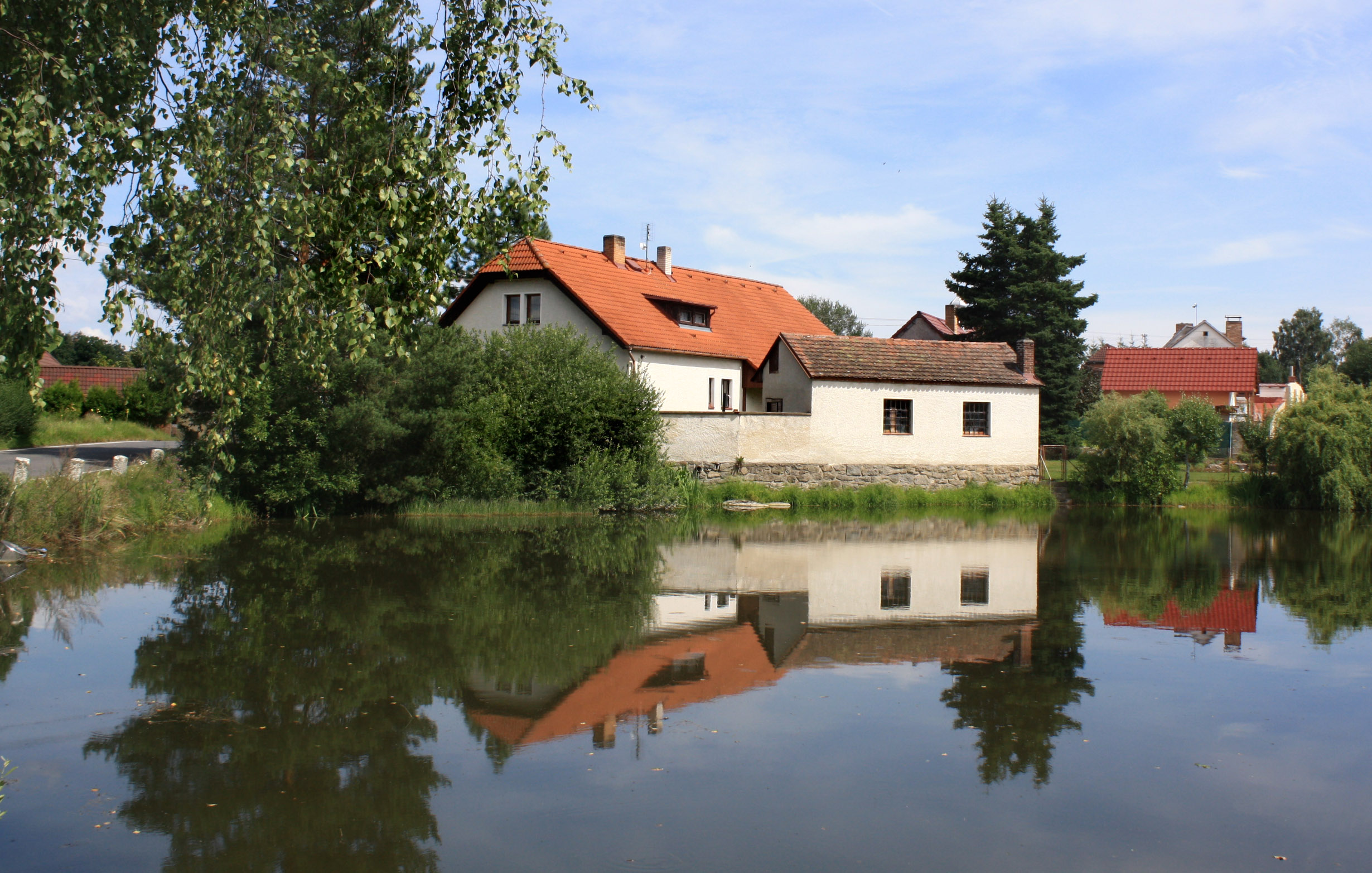
Rybník u návsi
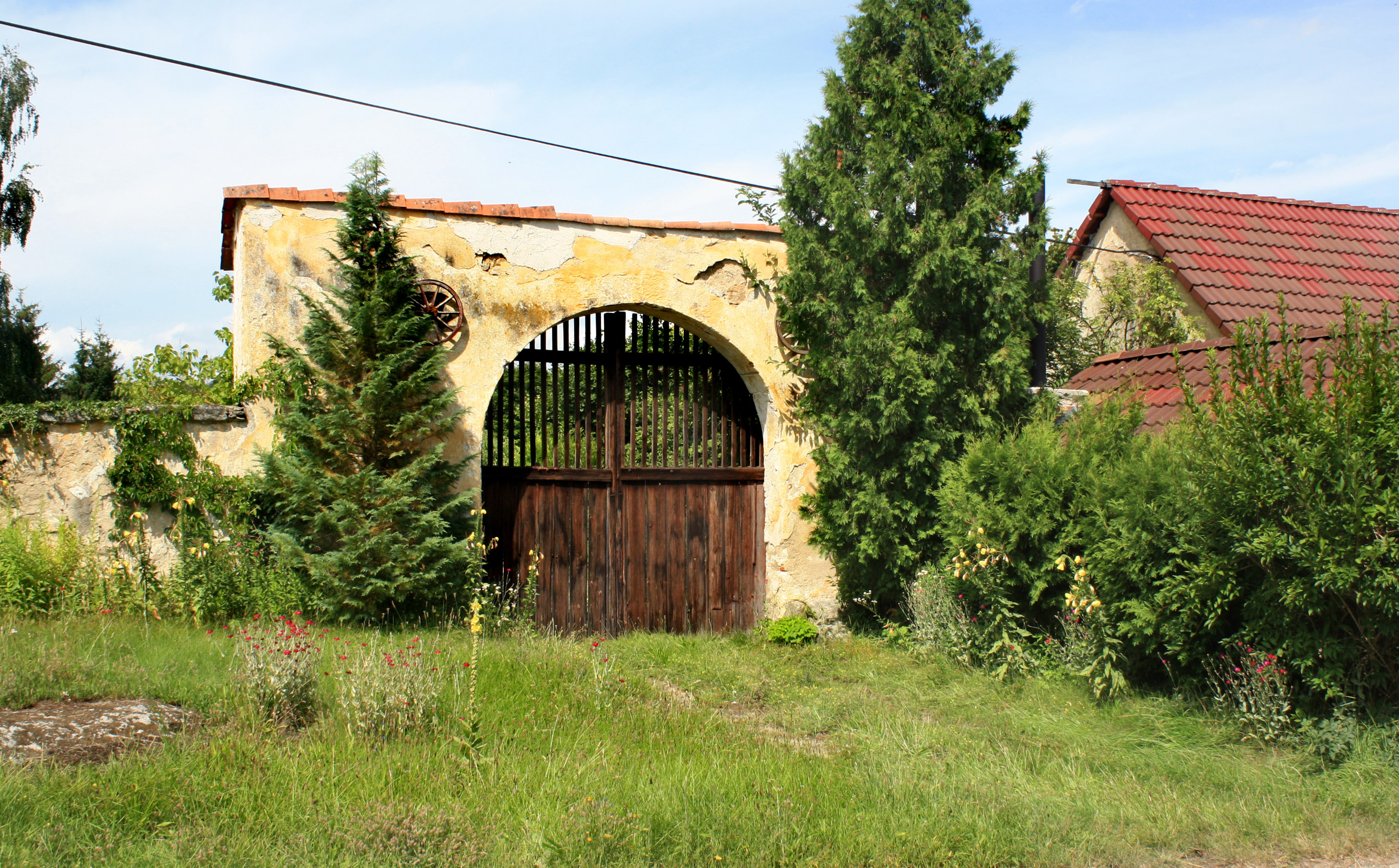
Historická brána
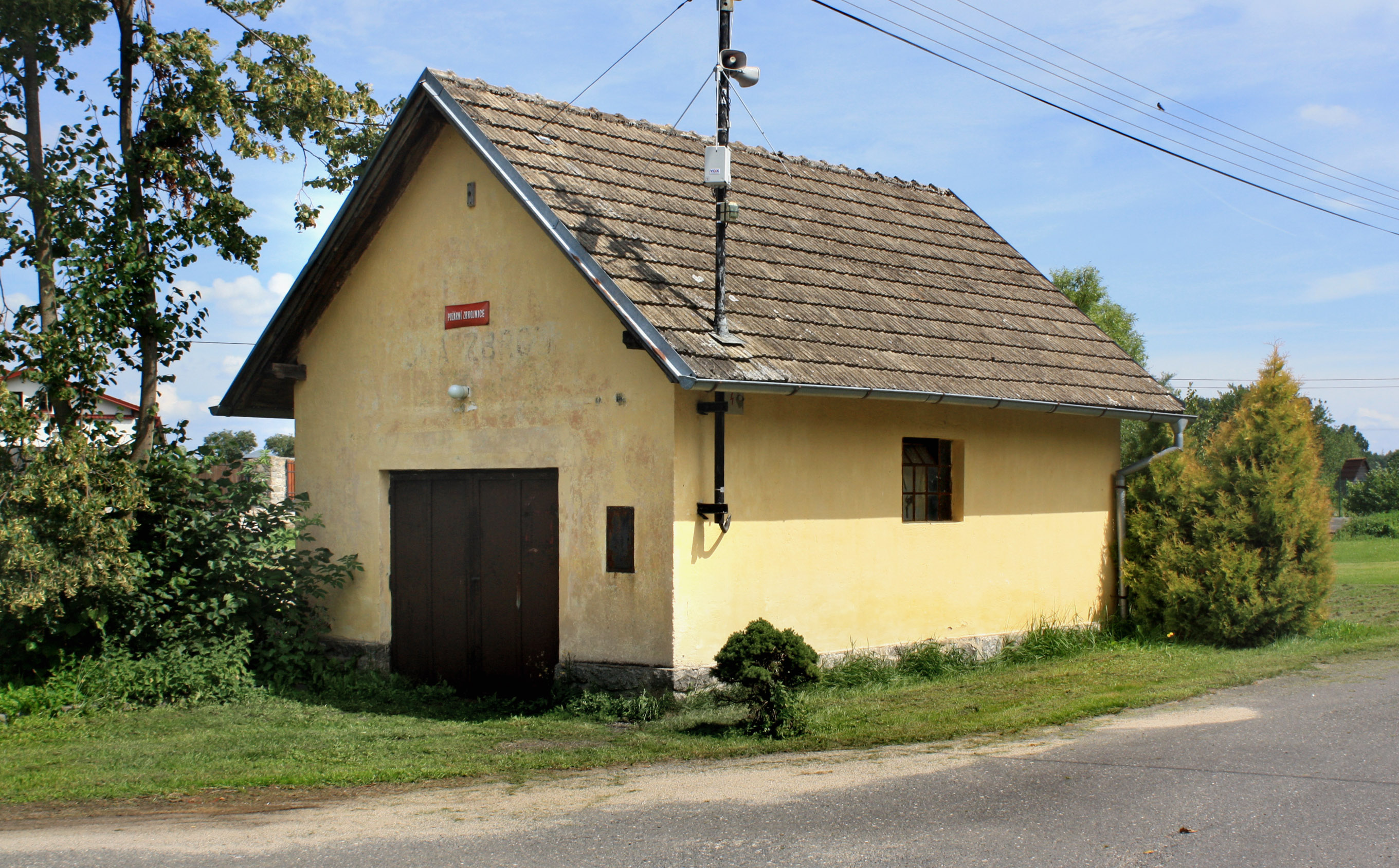
Bývalá hasičárna
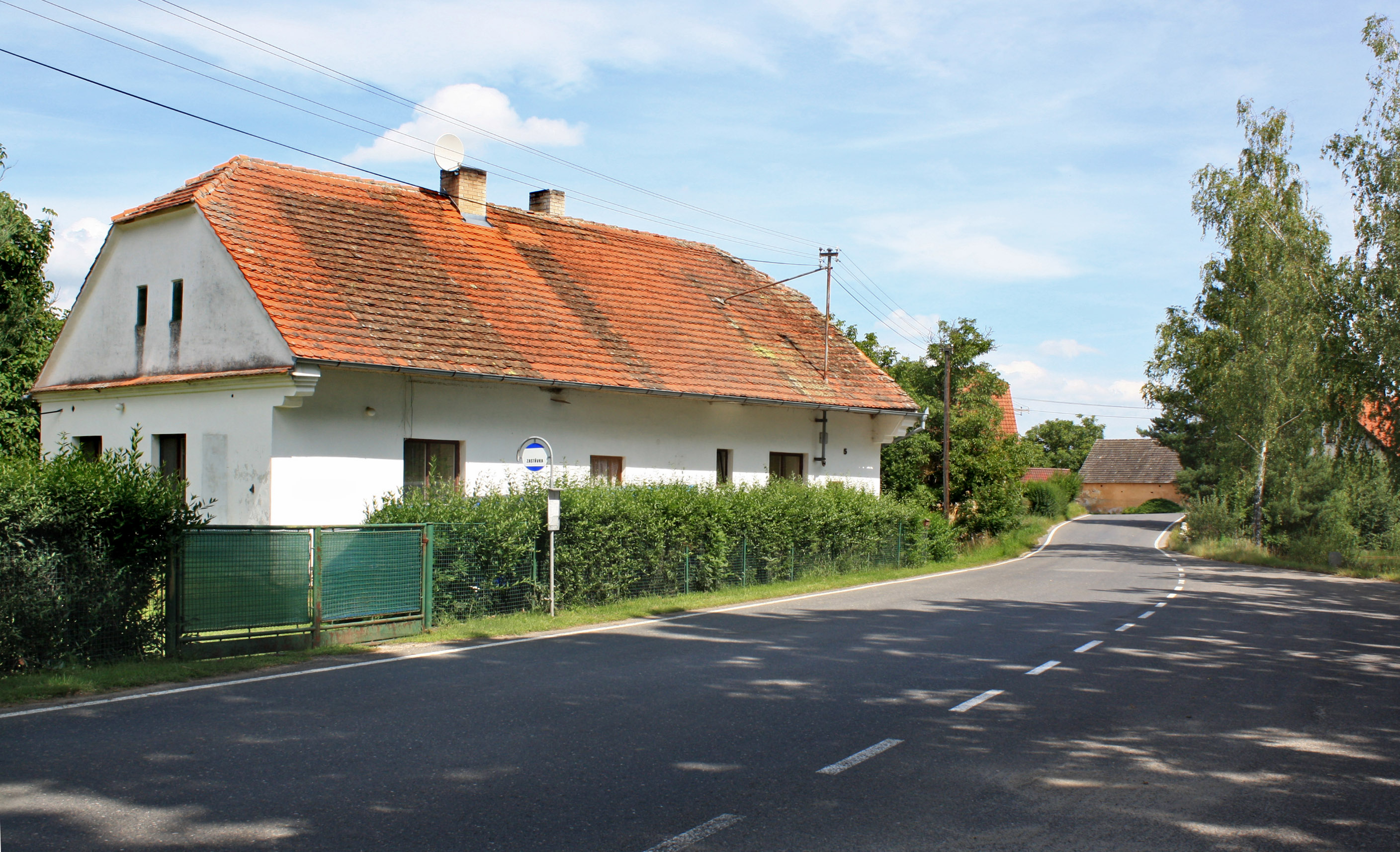
Zastávka